# Bogdanovac (okręg pirocki)
Bogdanovac (cyr. Богдановац) – wieś w Serbii, w okręgu pirockim, w gminie Babušnica. W 2011 roku liczyła 42 mieszkańców.